# Moacet Hachamim
Moecet Hachamim (heb. Rada Mędrców) – ciało sprawujące duchowe zwierzchnictwo nad karaimami pochodzenia orientalnego w Izraelu i USA, występującymi pod nazwą The Universal Karaite Judaism.
Stanowi najwyższy autorytet w sprawach halachicznych. Instytucja powstała po emigracji do Izraela w latach 50. i 60. XX w. karaimów egipskich i irackich. Obecnie (od 2010) w jej skład wchodzą: Mosze Firouz jako pierwszy hacham, Dawid Elisza i Owadia Mourad jako zastępcy oraz Awram Gaber jako przewodniczący sądu religijnego (bet din). Do obowiązków rady hachamów należy m.in. układanie i wydawanie karaimskich kalendarzy religijnych.